# Incidente ovni de Ciudad Pemex
El incidente ovni de Ciudad Pemex refiere al avistamiento de un objeto volador no identificado de origen desconocido ocurrido el 1 de junio de 1973 en Ciudad Pemex, en la localidad de Macuspana, Tabasco, México.

## Lugar del incidente
Ciudad Pemex es una localidad creada en 1958 en el municipio de Macuspana, Tabasco. Surgió como parte de un complejo petroquímico de la empresa Petróleos Mexicanos (Pemex), a raíz de la explotación de un yacimiento de gas e hidrocarburos líquidos en 1951. La ciudad tuvo su auge en la década de los 1960, sin embargo, para mediados de los años 1980, Pemex redujo su producción, lo que afectó la economía local.

## Suceso
De acuerdo con el relato de un testigo ─entrevistado en 2020, 47 años después del incidente─ la noche del 1 de junio de 1973 hubo una gran tormenta en la zona, acompañada por relámpagos de colores inusuales. La lluvia inició alrededor de las 20:00 o 21:00 horas y se extendió hasta la madrugada, e incluso desató una serie de apagones.
El testigo declaró que "entre los relámpagos podían verse luces que se movían de un lado a otro, pero no eran aviones; eran como bolas de lumbre [esferas de fuego] de diferentes colores que danzaban entre los rayos". El entrevistado también señaló que se escucharon detonaciones provenientes de la Base Aérea Militar número 16 de la Armada de México.
El testigo relató que, según los vecinos de la localidad, un objeto volador no identificado había aterrizado en una ranchería cercana. Según una nota publicada en un diario local de la época, un grupo de estudiantes acudió al día siguiente a la zona del supuesto aterrizaje: un campo de zacate (pasto usado para forrajeo, a menudo de la familia de las Luffa) donde hallaron un área de pastizal aplastado y quemado con pedazos de madera reducida a carbón.
Uno de los estudiantes, Héctor Sastré, declaró a la prensa que encontraron huellas de criaturas, similares a las de un ave de gran tamaño. Identificaron cuatro tipos diferentes de huellas: dos medianas, con cuatro falanges y 10 centímetros de longitud; y dos más grandes, de 20 a 32 centímetros, con tres dedos. Por su parte, el testigo recordó que "eran marcas como de patas de una gallina gigante, de unos 20 centímetros, con tres dedos al frente y un espolón atrás"; y describió a las huellas como de un color amarillento y con una especie de rastro viscoso.
Otro diario local entrevistó a Rogelio Ramos, un campesino que vivía en las cercanías del lugar del aterrizaje, quien declaró haber visto al ovni despegar del área de pasto quemado. El campesino vio levantarse una "hermosa bola de fuego" a aproximadamente 300 metros de altura; el objeto se detuvo cerca de la cañada y, tras hacer un ruido, se alejó a gran velocidad del sitio.